# 維也納新城島

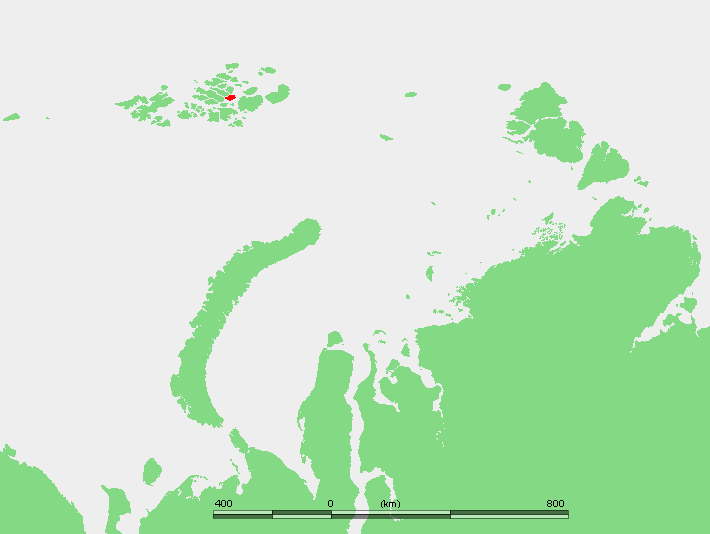

維也納新城島是俄羅斯的島嶼，屬於法蘭士約瑟夫地群島的一部分，位於齊格勒島以南，由阿爾漢格爾斯克州負責管轄，面積237平方公里，最高點海拔高度620米。
80°48′N 58°20′E / 80.800°N 58.333°E